# Cole County
Cole County är ett administrativt område i delstaten Missouri, USA. År 2010 hade countyt 75 990 invånare. Den administrativa huvudorten (county seat) är Jefferson City. 

## Geografi
Enligt United States Census Bureau så har countyt en total area på 1 034 km². 1 014 km² av den arean är land och 20 km² är vatten. 

### Angränsande countyn
- Boone County - nord
- Callaway County - nordost
- Osage County - sydost
- Miller County - sydväst
- Moniteau County - nordväst